# O'Fallon (Illinois)
O'Fallon is een plaats (city) in de Amerikaanse staat Illinois, en valt bestuurlijk gezien onder St. Clair County.

## Demografie
Bij de volkstelling in 2000 werd het aantal inwoners vastgesteld op 21.910. In 2006 is het aantal inwoners door het United States Census Bureau geschat op 25.822, een stijging van 3912 (17,9%).

## Geografie
Volgens het United States Census Bureau beslaat de plaats een oppervlakte van 28,3 km², geheel bestaande uit land. O'Fallon ligt op ongeveer 165 m boven zeeniveau.

## Plaatsen in de nabije omgeving
De onderstaande figuur toont nabijgelegen plaatsen in een straal van 12 km rond O'Fallon.

## Geboren in O'Fallon
- William Holden (1918-1981), acteur